# Hans Leberecht
Hans Leberecht (russisch Ганс Фридрихович Леберехт; * 18. Novemberjul. / 1. Dezember 1910greg. in Sankt Petersburg; † 10. November 1960 in Tallinn) war ein russisch-estnischer Schriftsteller.

## Leben
Hans Leberecht wurde in eine estnisch-stämmige Arbeiterfamilie geboren. Die Eltern waren nach Russland ausgewandert. Er studierte von 1935 bis 1937 an der Abendschule für Literatur „Maxim Gorki“ in Leningrad. Am Zweiten Weltkrieg nahm er auf Seiten der Roten Armee teil. 1945 trat er der KPdSU bei. Mit der sowjetischen Besetzung des Baltikums übersiedelte er 1945 nach Estland.
Von 1945 bis 1951 war Leberecht Korrespondent der sowjetestnischen Zeitung Советская Эстония („Sowjetestland“). Von 1951 bis 1955 gehörte er als Abgeordneter dem Obersten Sowjet der Estnischen Sozialistischen Sowjetrepublik an.
Von 1951 bis zu seinem frühen Tod war er als freischaffender Schriftsteller in der estnischen Hauptstadt Tallinn tätig. Hans Leberecht starb 1960 im Alter von nur 49 Jahren in Tallinn.

## Literarisches Werk
Hans Leberecht debütierte in den 1930er Jahren während seiner Zeit in Leningrad als Schriftsteller mit Kurzgeschichten. Später kamen Frontberichte dazu. Nach dem Zweiten Weltkrieg verfasste er auch längere Prosa. Leberecht avancierte in den 1940er und 50er Jahren als einer der Hauptvertreter des literarischen Sozialistischen Realismus in der Estnischen Sozialistischen Sowjetrepublik.
Leberecht wird nur im weiteren Sinne der estnischen Literatur zugerechnet, er schrieb fast ausschließlich in russischer Sprache. Die estnischsprachigen Ausgaben seiner Werke sind allerdings von ihm persönlich autorisiert. Leberecht wurde in der Sowjetunion als „estnischer Autor“ vorgestellt und so auch international verlegt. Seine Werke erschienen in zahlreichen Übersetzungen, darunter auch auf Deutsch.
Seinen literarischen Durchbruch erzielte Leberecht 1948 mit der Erzählung Свет в Коорди („Licht in Koordi“). Im estnischen Dorf Koordi verbrachte Leberecht die Sommer seiner Kindheit bei der Großmutter. Die Erzählung wurde in der Leningrader Zeitschrift Звезда („Der Stern“) veröffentlicht. Stalin soll sie gelesen haben und von ihr angetan gewesen sein. Die Erzählung erzählt in rosigen Farben von der Kollektivierung der estnischen Landwirtschaft und dem fröhlichen Aufbau der Kolchosen auf dem estnischen Land nach der sowjetischen Besetzung Estlands.
Die Erzählung erschien 1949 als realitätsferne Propagandaliteratur auch auf Estnisch sowie später in über 20 weiteren Sprachen. Sie wurde 1950 von dem Regisseur Herbert Rappaport verfilmt. Es war die erste Farbfilmproduktion in Estland. Rappaport erhielt dafür den Stalinpreis. 1955 komponierte Leo Normet eine gleichnamige Oper.
In den 1950er Jahren feierte Leberecht als sowjetischer Propagandaschriftsteller zahlreiche weitere Erfolge, vor allem mit seinen Romanen über den sowjetischen Kampf während des Zweiten Weltkriegs, die Kollektivierung der Landwirtschaft und den Aufbau des Kommunismus. Alle Werke erschienen auch in estnischer Sprache sowie in Übersetzungen für die Ostblock-Staaten. Staatlich gefeiert wurde 1960 auch sein letztes Prosa-Werk, der Roman Дворцы Вассаров („Die Paläste der Wassars“). Er erzählt das Leben der Esten in Sankt Petersburg zwischen Revolution und Weltkrieg. Der Roman erschien 1961 auch auf Deutsch.
Zwischen 1963 und 1969 erschienen Leberechts gesammelte Werke in fünf Bänden.

## Auszeichnungen
1949 wurde Leberecht für die Erzählung „Licht in Koordi“ der Stalinpreis (dritter Klasse) verliehen. 1959 erhielt Leberecht die Auszeichnung „Verdienter Schriftsteller der Estnischen SSR“. Ihm wurden außerdem der Orden des Roten Banners der Arbeit und der Orden des Roten Sterns verliehen.

## Werke (Auswahl)
Angegeben sind jeweils der russische Originaltitel und das Erscheinungsjahr sowie der Titel der estnischen Übersetzung.

### Erzählungen
- Свет в Коорди / Valgus Koordis (1948; deutsch „Licht in Koordi“ bzw. „Licht über Koordi“, 1950)
- В дороге / Teel (1951)
- В одном доме / Ühes majas (1957; 1962 unter dem Titel Ühe katuse all verfilmt; deutsch „Unter einem Dach“, 1960)

### Romane
- Капитаны / Kaptenid (1954; 1955 unter dem Titel Andruse õnn verfilmt)
- Солдаты идут домой / Sõdurid lähevad koju (1956; deutsch „Soldaten aus Tallinn“, 1961)
- Дворцы Вассаров /Vassarite paleed (1960; deutsch „Die Paläste der Wassars“, 1961)

### Novellensammlung
- Pronkssõrmus (postum, 1961)

## Sekundärliteratur
- Cornelius Hasselblatt: Geschichte der estnischen Literatur. Berlin, New York 2006, ISBN 3-11-018025-1, S. 556f.